# One Direction
One Direction je bila angleško-irska pevska fantovska skupina, ki je nastala na nastopu na britanskem televizijskem pevskem tekmovanju The X Factor leta 2010. Na tekmovanje so prišli kot solo pevci, a so jih tam sestavili v skupino. Kot solo pevec je Harry Styles odpel Isn't She Lovely, Niall Horan So Sick, Liam Payne Cry Me A River, Zayn Malik Let Me Love You in Louis Tomlinson Hey There Delilah. Uvrstili so se na tretje mesto v sedmi sezoni X-Factorja, in s svojim nastopom prepričali sodnika Simona Cowella, ki jih je vzel pod okrilje svoje založbe Syco Records. Njihov prvi singl, »What Makes You Beautiful«, je prišel na prvo mesto britanske lestvice. V času nastajanja albuma so podpisali še pogodbo za ameriško distribucijo z založbo Columbia. Album s končnim naslovom Up All Night je izšel decembra 2011. Do avgusta 2012 je bilo prodanih skupno 12 milijonov izvodov njihovih singlov, albuma in koncertnih posnetkov. Novembra 2012 je izšel njihov drugi album, Take Me Home. 3 decembra 2012 so nastopali v Madison Square Garden v New Yorku. Vse vstopnice so razprodali v nekaj minutah in postali edini na svetu, ki so ta stadion razprodali dva večera zapored.
Na platna je 29. avgusta prišel film This Is Us. Imeli so kar nekaj turnej in to so Up All Night, Take Me Home, Where We Are in pa On The Road Again. Prav tako pa je izšel njihov prvi parfum, ki se imenuje Our Moment.
25. novembra 2013 je izšel njihov tretji studijski album z naslovom Midnight Memories.
V letu 2014 so izdali 4. studijski album z naslovom FOUR in nov parfum You and I.
25. marca 2015 so na uradni strani One Direction objavili, da je Zayn Malik zapustil skupino. Zayn je v intervjuju povedal, da je vzrok za izstop iz skupine, da bi si želel biti normalen 22 letnik. A kasneje je v intervjuju povedal, da mu zvrst glasbe, ki so jo delali v nekdanji skupini nikoli ni bila preveč všeč. Zatorej je pred kratkim izdal svojo prvo pesem Pillowtalk. V videospotu pa nastopa tudi Gigi Hadid, s katero ima zdaj otroka. Pesem se je takoj povzpela na vrhove številnih lestvic.
Niall Horan, Louis Tomlinson, Liam Payne in Harry Styles so brez Zayna nadaljevali s svojo skupno kariero. 13 novembra so izdali studijski album Made In The A.M.
Konec leta 2015 so sporočili vsem svojim oboževalcem, da odhajajo na odmor. Januarja je bilo oznanjeno da je Harry Styles podpisal pogodbo z novo PR agencijo, nekaj tednov kasneje pa da je zamenjal tudi menedžment, kar je sprožilo govorice, da zapušča skupino. 24. marca je priznani Billboard članek objavil novico, ki močno namiguje, da se je Styles odločil za solo pot. Med drugim je bilo tudi rečeno, da trenutno nobeden od članov skupine, niti Simon Cowell, ne ve ali so res odšli na odmor ali pa bo morda to konec skupine.
Člani imajo trenutno svoje obveznosti. Niall Horan je podpisal dodatno pogodbo z Modest Menedžmentom in se bo v prihodnjih mesecih resneje začel ukvarjati z golfom. Še vedno se bo ukvarjal z glasbo. Harry Styles nadaljuje solo pot, vabijo ga tudi filmske vode. Leta 2017 je igral v filmu Dunkirk pod režijo Nolana. Trenutno pa je na snemnju filma Don't Worry Darling pod režijo Olivie Wilde. Louis Tomlinson je 21. januarja 2016 postal oče. Z bivšo punco Briano Jungwirth sta postala starša sinu, ki sta ga poimenovala Freddie Reign Tomlinson. Louis Tomlinson trenutno prebiva v Los Angelesu, da je bližje sinu. Bil pa je tudi sodnik na angleškem pevskem tekmovanju X Factor poleg Simona Cowella.

### Turneje
- Up All Night Tour (2011–12)
- Take Me Home Tour (2013)
- Where We Are Tour (2014)
- On the Road Again Tour (2015)

## Člani
- Louis (William) Tomlinson (24. december 1991)
- Liam (James) Payne (29. avgust 1993, † 16. oktober 2024)
- Niall (James) Horan (13. september 1993)
- Harry (Edward) Styles (1. februar 1994)
- Zayn (Javadd) Malik (12. december 1993)

## Albumi
- Up All night (2011)
- Take Me Home (2012)
- Midnight Memories (2013)
- Four (2014)
- Made In The A.M.(2015)